# Лапшин Ярополк Леонідович
Лапшин Ярополк Леонідович (рос. Лапшин, Ярополк Леонидович; нар. 28 вересня 1920 — пом. 26 жовтня 2011) — радянський і російський кінорежисер, сценарист. Заслужений діяч мистецтв РРФСР (1970). Народний артист РРФСР (1980)

## Біографічні відомості
У 1944 році з відзнакою закінчив ВДІК (майстерня Л. Кулєшова).
Працював на Свердловській кіностудії.

## Фільмографія
- «Альоша» (1980, звукорежисер)

Режисер-постановник:
- «Пора тайгового проліска» (1958)
- «Шістнадцята весна» (1962)
- «Гра без правил» (1965)
- «Угрюм-ріка» (1968)
- «Приваловські мільйони» (1972)
- «Призначаєшся онукою» (1975)
- «Дим Вітчизни» (1980)
- «Демідови» (1983)
- «Продовжись, продовжись, чарівність...» (1984)
- «Залізне поле» (1986)
- «Перед світанком» (1989)
- «Я оголошую вам війну» (1990)
- «Кохання на замовлення» (1993)
- «Заснувший пасажир» (1994)
- «На півшляху до Парижа» (2001)
- «Сель» (2003)